# Kurierspiel

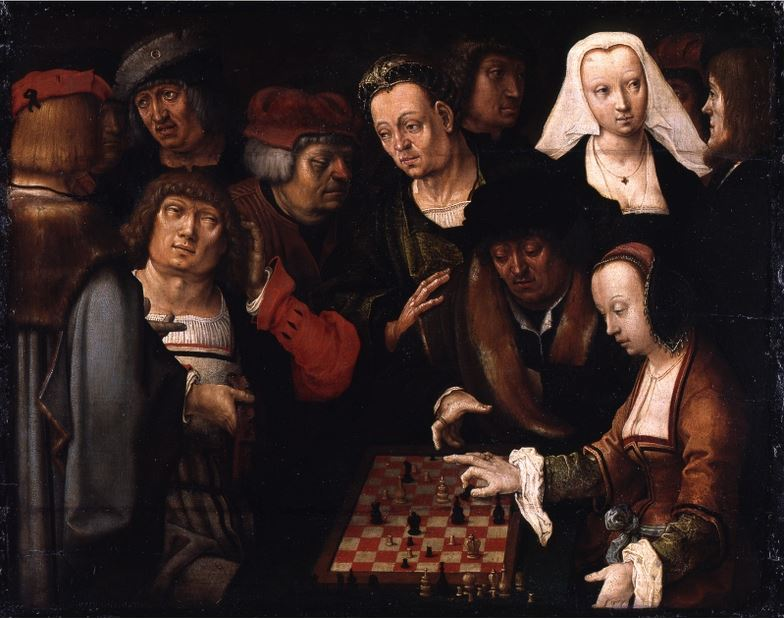
Darstellung des Kurierspiels auf einem Gemälde Lucas van Leydens (um 1508)

Das Kurierspiel, auch Kurierschach genannt, ist eine historische Schachvariante, die auf einem verbreiterten Schachbrett von 12 mal 8 Feldern gespielt wurde. Zu den bekannten Schachfiguren kamen mehrere zusätzliche Figuren hinzu, darunter der Kurier, welcher dem Spiel seinen Namen gab.

## Geschichtliche Bedeutung
Das erstmals um 1210 erwähnte Spiel war im deutschsprachigen Raum und den Niederlanden im Mittelalter und zu Beginn der Neuzeit recht verbreitet. Davon zeugt auch ein Bild des Malers Lucas van Leyden vom Beginn des 16. Jahrhunderts, das sich in der Berliner Gemäldegalerie befindet. Es stellt eine vom Schach nur bei näherem Hinsehen zu unterscheidende – und deshalb als „Schachpartie“ bezeichnete – Szene dar.
Besonders wurde das Kurierspiel in dem Dorf Ströbeck gepflegt, und zwar neben dem in Ströbeck mit etwas abgewandelten Regeln gespielten Schach. Auf der Rückseite des Schachbretts, das der Große Kurfürst den Ströbeckern im Jahr 1651 schenkte, ist ein Kurierspielfeld eingearbeitet.
Das Brettspiel hat seinen Namen von einer besonderen Spielfigur, dem Kurier (von lateinisch currere = laufen), welcher nach der langschrittigen Zugweise des späteren Läufers zog. Bei der Umwandlung des mittelalterlichen Alfil, der diagonal ins übernächste Feld sprang, zum Läufer im Zuge der Reform des Schachspiels hat der Kurier vermutlich als Vorbild gedient. Eine Figur, die dem Läufer entspricht, ist daneben aus einer anderen mittelalterlichen Schachvariante, dem Grande Acedrex, bekannt. In jedem Fall ist es naheliegend, den Kurier mit der deutschen Bezeichnung der neuen Schachfigur in Zusammenhang zu bringen.

## Spielfiguren und Regeln

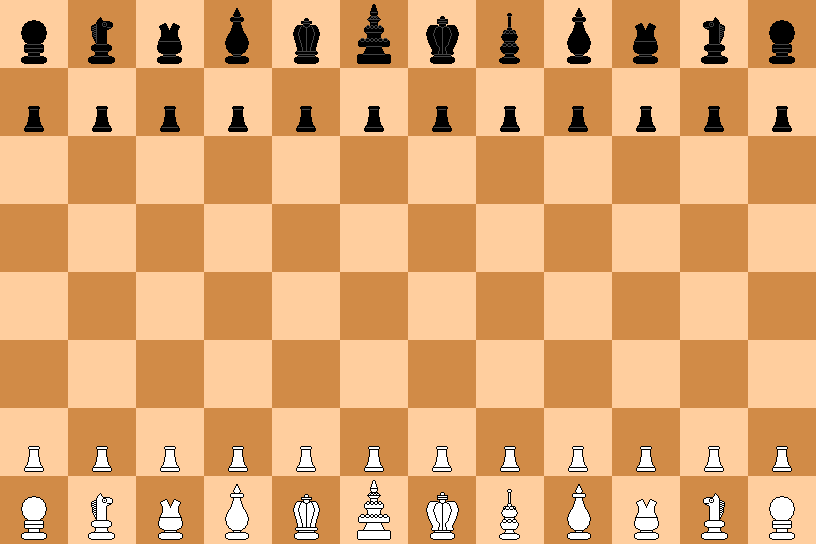
Grundstellung beim Kurierspiel

Die Spielregeln der in Ströbeck geübten Form des Kurierspiels hat Gustavus Selenus in dem ersten deutschen Schachlehrbuch, das im Jahr 1616 erschien, beschrieben. Beide Spieler verfügen auf dem erweiterten Brett über jeweils 24 Spielfiguren, die wie beim Schach auf den ersten beiden Reihen postiert sind. Hinter den zwölf Bauern stehen auf der ersten Reihe von links nach rechts: Turm, Springer, Alfil („der Alte“ genannt), Kurier, Mann, König, Königin, Schleich, Kurier, Alfil, Springer und Turm.
Neben dem Kurier wurden also zwei weitere neuartige Spielfiguren eingeführt. Der Mann oder Rat zieht wie ein König (ein Feld weit in orthogonaler oder diagonaler Richtung), aber ohne königlich zu sein, d. h. eine Bedrohung des Manns muss nicht abgewehrt werden und er kann geschlagen werden. Der Schleich (Rat der Königin) zieht wie der Wesir, kann also ein Feld horizontal oder vertikal ziehen. Die Königin entspricht nicht der heutigen Dame, sondern zieht wie der mittelalterliche Fers, die Vorläuferfigur der Dame, ein Feld diagonal. Die Bauern haben zudem nicht den Doppelschritt in die vierte Reihe zur Verfügung. Auch die Bauernumwandlung erfolgt nicht direkt wie im heutigen Schach, der Bauer muss vielmehr drei „Freudensprünge“ zurück auf sein Ausgangsfeld machen, bevor er sich dort umwandeln kann, und er kann währenddessen auch geschlagen werden. Ansonsten gibt es nur geringe Abweichungen zum heutigen Schach, die Einzelheiten zur Rochade (bzw. des Königssprungs) sind jedoch unklar.
Nach Selenus waren schließlich einige Anfangszüge festgelegt. Beide Parteien bewegten die Bauern vor den Türmen und der Königin jeweils zwei Schritte vor. Die Königin machte einen einmaligen Freudensprung ins dritte Feld. Solche Ausgangsstellungen, sogenannte Tabijen, waren im mittelalterlichen Schach nicht unbekannt. Die Eröffnung des Kurierspiels wurde überdies in die Regeln des Ströbecker Schachs integriert.

## Erlöschen des Spiels
Das Kurierspiel mit seinen neuen Figuren war eine Frühform des Märchenschachs. Es stellte eine Alternative zum mittelalterlichen Schachspiel dar, das teilweise als etwas schwerfällig empfunden wurde. Das Interesse an dem Spiel ging anscheinend zurück, nachdem der Übergang zum modernen Schach erfolgt war. Eine Ausnahme war das Dorf Ströbeck, wo es nicht mehr häufig, aber nachweislich noch im Jahr 1885 gespielt wurde. Die überlieferten Regeln gehen auf einen dort im selben Jahr abgehaltenen Schachkongress zurück, zu dessen Programm ein Wettkampf im Kurierspiel ausgeschrieben war.
1988 erschien mit dem Programm "Distant Armies" eine Schachsimulation, in der unter anderem auch das Kurierschach gespielt werden konnte. Im Spiel selber wird auf das Dorf Ströbeck explizit Bezug genommen. Das für Amiga und Macintosh erschienene Spiel ist heute nur noch antiquarisch erhältlich.